# チヨコレイト/かわいい甲子園
「チヨコレイト/かわいい甲子園」（チヨコレイト/かわいいこうしえん）は、初代・恵比寿マスカッツの3枚目のシングル。

## 概要
- ライブビデオ「恵比寿マスカッツ殺人事件〜歌って踊って殺されて〜THE 1st STAGE」と同時発売[1]。type A、B、Cの3形態でのリリース。各typeには、麻美ゆま、初音みのり、Rioをフィーチャリングした「かわいい甲子園」のアレンジバージョンが収録されている。
- 2010年12月9日付オリコンデイリーチャートで、前日の27位を上回る2位を獲得した。
- 「チヨコレイト」は恵比寿★マスカッツの喜怒愛楽ツアー『全国イク行く〜♡』より歌い継がれている。

## 収録曲
全作詞：Maccoi、作曲・編曲：Jam&Lice

### type A
1. チヨコレイト [4:29]
2. かわいい甲子園 [5:12]
3. かわいい甲子園〜麻美ハツラツ女子短期大付属高校〜 [4:31]
麻美ゆま、吉沢明歩、西野翔、小川あさ美、かすみりさ、希崎ジェシカ、川村えな、小倉遥、園田真紀

### type B
1. チヨコレイト
2. かわいい甲子園
3. かわいい甲子園〜初音かわいい水産高校〜 [4:32]
蒼井そら、初音みのり、安藤あいか、希志あいの、山中絢子、児玉菜々子、永瀬ゆみ、一条真央、横山美雪

### type C
1. チヨコレイト
2. かわいい甲子園
3. かわいい甲子園〜Rioかわいいハイスクール〜 [4:32]
Rio、桜木凛、永作あいり、山口愛実、かすみ果穂、瑠川リナ、織井遙菜、凛々果、林田ゆりあ

なお栗山夢衣は加入時期の都合上収録に参加をしていない。